# 찰스 섬너
찰스 섬너(Charles Sumner, 1811년 1월 6일 ~ 1874년 3월 11일)는 미국의 정치인으로, 매사추세츠주 상원의원이었다. 하버드 대학교에서 학부와 로스쿨을 졸업한 지적인 법률가이자 열렬한 웅변가였던 섬너는 매사추세츠에서 노예 제도 반대 운동의 지도자로 활동했으며, 미국 남북전쟁과 그 재건기에 공화당 급진파로서 해방 노예의 평등권 문제에 힘썼다. 그렇지만 1856년 5월 20일 캔자스 범죄를 비난하고 나선 섬너는 5월 22일 민주당 하원의원 프레스턴 브룩스에게 수십 차례 지팡이로 가격과 폭행을 당해 피투성이가 되었다. 한동안 그는 머리 상처의 머리 통증과 외상 후 스트레스 증상으로 고생을 했으며, 상원의원에 다시 복귀하기까지 3년의 시간이 걸렸다. 그 후 그는 브룩스의 가격으로 인한 만성 통증과 신경 쇠약을 평생 동안 겪었다.

## 역대 선거 결과
| 선거명        | 직책명                          | 대수 | 정당       | 득표율  | 득표수  | 결과 | 당락                       |
| ------------- | ------------------------------- | ---- | ---------- | ------- | ------- | ---- | -------------------------- |
| 1848년 선거   | 하원의원 (매사추세츠 제1선거구) | 31대 | 자유토지당 | 20.27%  | 2,336표 | 2위  | 낙선                       |
| 1850년 재선거 | 하원의원 (매사추세츠 제1선거구) | 32대 | 자유토지당 | 15.14%  | 473표   | 2위  | 낙선                       |
| 1851년 선거   | 상원의원 (매사추세츠 제1부)     | 32대 | 자유토지당 | 100.00% | 1표     | 1위  | 매사추세츠주 상원의원 당선 |
| 1857년 선거   | 상원의원 (매사추세츠 제1부)     | 35대 | 공화당     | 96.88%  | 373표   | 1위  | 매사추세츠주 상원의원 당선 |
| 1863년 선거   | 상원의원 (매사추세츠 제1부)     | 38대 | 공화당     | 74.46%  | 137표   | 1위  | 매사추세츠주 상원의원 당선 |
| 1869년 선거   | 상원의원 (매사추세츠 제1부)     | 41대 | 공화당     | 93.36%  | 253표   | 1위  | 매사추세츠주 상원의원 당선 |